# Pietro Pisanello
Pietro Pisanello (Venezia, 2 luglio 1816 – Venezia, 14 maggio 1863) è stato un farmacista italiano.

## Biografia
Laureatosi in chimica all'Università di Padova con una tesi sulla fermentazione, insegnò farmacia presso l'Università di Venezia e condusse approfonditi studi sulle proprietà delle acque minerali del Veneto. Morì di tifo.